# 髯蜂鸟
，是雨燕目蜂鸟科的一种鸟类。
髯蜂鸟体重约4.8克，翼长约70.3毫米，嘴峰长约12.7毫米，喙宽度约1.5毫米，喙厚度约1.1毫米，跗蹠长约6.9毫米，尾长约55毫米。髯蜂鸟在其分布区内为留鸟，其栖息在半开放的灌木丛中，食性为草食性，主要食物来源是植物的花蜜。
髯蜂鸟分布于哥伦比亚东安第斯山脉的高山草甸，南至昆迪纳马卡省。该物种是单型物种，没有亚种分化。